# Николай Вранчев
Николай Вранчев (Никола Вранчев Хаджичонев) е български писател, преводач и общественик. Роден в село Устово, днес квартал на град Смолян, е един от най-значимите културно-просветни дейци на Родопите. Неговото име носи Регионалната библиотека в Смолян.

## Биография
Вранчев е роден на 20 януари 1882 година в село Устово, днес квартал на град Смолян.
Завършва основно образование в родното си село, а след това продължава в трикласното училище в Чепеларе. През 1900 г. завършва Пловдивската мъжка гимназия. От 1903 година следва в Историко-филологическия факултет на Софийския университет до 1907 година, когато Университетът е временно затворен след студентска демонстрация срещу княз Фердинанд. Вранчев продължава образованието си в Дрезден, където следва университетски курсове по филология и философия. След завръщането си работи като учител в Одринската гимназия „Петър Берон“, в българската духовна семинария в Цариград, в Солунската българска мъжка гимназия (1912/1913), в Севлиево и Пловдив.
През 1919 година Вранчев участва в Транспортната стачка, заради което е уволнен със забрана да продължи да упражнява учителската професия. През същата година започва да издава ученическата библиотека „Ралица“ и до 1948 година в поредицата излизат около 50 книги. Поредицата е смятана за най-значимото литературно дело на Вранчев.
След Септемврийското въстание от 1923 година отново е преследван. През 1924 година започва да издава поредицата „Забава и поука“, която продължава да излиза до 1943 година.
През 1930 година по настояване на родопски общественици и с протекциите на Тодор Влайков, Николай Вранчев получава назначение за окръжен училищен инспектор, но година по-късно отново е уволнен за развиване на комунистическа дейност и от 1930 година до края на живота си живее и работи в София. Отдава се на писателска дейност и контактува с представителите на кръга „Мисъл“ – д-р Кръстьо Кръстев, Пейо Яворов, Пенчо Славейков, Добри Немиров, Тодор Влайков и други. Членува в Българското народоучно дружество.
Почива на 14 февруари 1953 г. в София.
През 1984 година е издаден био-библиографският указател „Николай Вранчев (1882 – 1953)“ с автори Мария Керечева и Магдалена Добрикова, който съдържа биографични и автобиографични данни, мемоари и писма на Вранчев. Документалното наследство на Вранчев се съхранява в Държавен архив – Смолян, фонд 504К.

## Творчество
Вранчев владее старогръцки, френски, немски, английски, руски и превежда някои класически творби като
- „Перси“ на Есхил,
- „Едип цар“ на Софокъл (1929),
- „Крал Лир“, „Макбет“, „Хамлет“ на Шекспир,
- „Чайлд Харолд“ и „Манфред“ на Байрон,
- „Фауст“ на Гьоте,
- „Ад“ на Данте,
- „Тартюф“ на Молиер,
- „Евгений Онегин“ на Пушкин,
- „Вилхелм Тел“ на Шилер,
- „Сонети за Лаура“ на Петрарка,
- „Книга на песните“ на Хайне

и други.
Преводите му на „Илиада“ и „Одисея“ на Омир са смятани за връх в преводаческото му дело.
Прави преводи на избрани части от „Песен за Роланд“, „Енеида“, „Дон Кихот“ за литературната поредица „Най-хубавото“. Превежда на други езици поезията на български поети като Христо Ботев, Иван Вазов и Петко Славейков.
Вранчев изучава фолклорното наследство на Родопите и записва стотици песни, предания, приказки, легенди. Прави проучвания на живота и творчеството на родопски народни певци и свирачи, които са публикувани през 1939 година в том 34 на Сборник за народни умотворения, наука и книжнина.
Сътрудничи с публицистични материали на вестниците „Родопска мисъл“, „Висини“, „Красногор“, отличаващи се с актуалност и злободневност, разнообразие на проблемите и остър политически характер.
Автор е на книгите:
- „По висините на Орфей“ (1924), [1]
- „По висините на Родопа“ (1930),
- „У дома“ (1935),
- „Там, де лимоните цъфтят. Пътни картини от Гърция: видено и бленувано“ (1941),
- „Българи мохамедани (помаци)“ (1948). [2]